# 木里千里光
木里千里光（学名：Senecio muliensis）为菊科千里光属下的一个种。生长于海拔4000米的高山草地。特产自四川西南部(木里)。

## 扩展阅读
- 維基物種上的相關：木里千里光